# Franz Jägerstätter
Franz Jägerstätter (20 de maio de 1907 - 9 de agosto de 1943, nascido como Franz Huber) foi um objetor de consciência austríaco durante a Segunda Guerra Mundial. Jägerstätter foi condenado à morte e executado. Mais tarde foi declarado mártir e beatificado pela Igreja Católica.

## Biografia

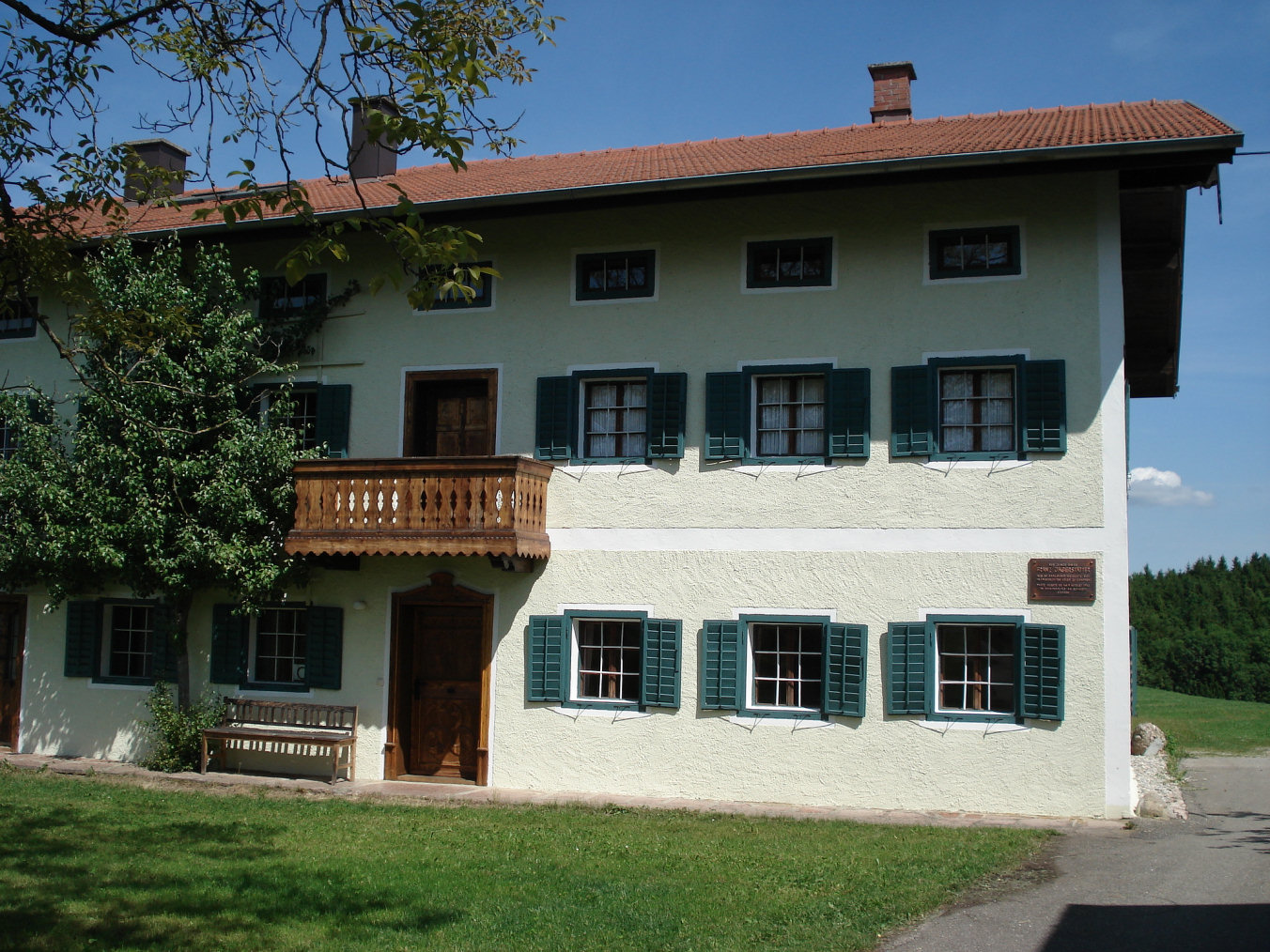
Fazenda de Jägerstätter em Sankt Radegund.

Jägerstätter nasceu em Sankt Radegund, Alta Áustria, uma pequena vila entre Salzburgo e Braunau am Inn. Ele era o filho ilegítimo de Rosalia Huber, uma camareira, e Franz Bachmeier, um fazendeiro. Como seus pais não podiam pagar um casamento, Franz foi tratado pela primeira vez por sua avó, Elisabeth Huber. Seu pai biológico foi morto na Primeira Guerra Mundial quando Franz ainda era criança. Quando sua mãe se casou em 1917, Franz foi adotado por seu marido, Heinrich Jägerstätter.
Na juventude, Franz ganhou a reputação de ser um sujeito selvagem, mas, em geral, sua vida cotidiana era como a da maioria dos camponeses austríacos. Ele trabalhou como lavrador e também como mineiro em Eisenerz, até que em 1933 herdou a fazenda de seu pai adotivo. Nesse mesmo ano, ele teve uma filha fora do casamento, Hildegard Auer. Na Quinta-feira Santa de 1936, casou-se com Franziska Schwaninger (4 de março de 1913 a 16 de março de 2013), uma mulher profundamente religiosa. Após a liturgia do casamento, o casal nupcial procedeu a uma peregrinação a Roma. Inspirado por sua esposa, Jägerstätter começou a estudar a Bíblia e a vida dos santos. O casamento produziu três filhas.
Quando as tropas alemãs entraram na Áustria em março de 1938, Jägerstätter rejeitou a posição oferecida como prefeito de Radegund. Ele foi a única pessoa na vila a votar contra o Anschluss no plebiscito de 10 de abril; no entanto, as autoridades locais reprimiram sua dissidência e anunciaram aprovação unânime. Embora ele não estivesse envolvido com nenhuma organização política e tenha passado por um breve período de treinamento militar, ele permaneceu abertamente anti-nazista. Em 8 de dezembro de 1940, ingressou na Terceira Ordem de São Francisco e, desde o verão de 1941, trabalhou como sacristão na igreja paroquial local, sendo adiado do serviço militar quatro vezes.
Elaborado pela primeira vez em 17 de junho de 1940, Jägerstetter, 33 anos, foi novamente recrutado pela Wehrmacht alemã em outubro e completou seu treinamento na guarnição de Enns. Ele se recusou a prestar o juramento de Hitler, mas poderia voltar para casa em 1941 sob uma isenção como agricultor. Diante de suas experiências no serviço militar, da supressão da igreja e de relatórios sobre o programa nazista de "eutanásia" T4, ele começou a examinar a moralidade da guerra. Ele chegou a Linz para discutir isso com seu bispo, mas emergiu da conversa entristecida por o episcopado parecer ter medo de enfrentar os problemas.

## Prisão e execução

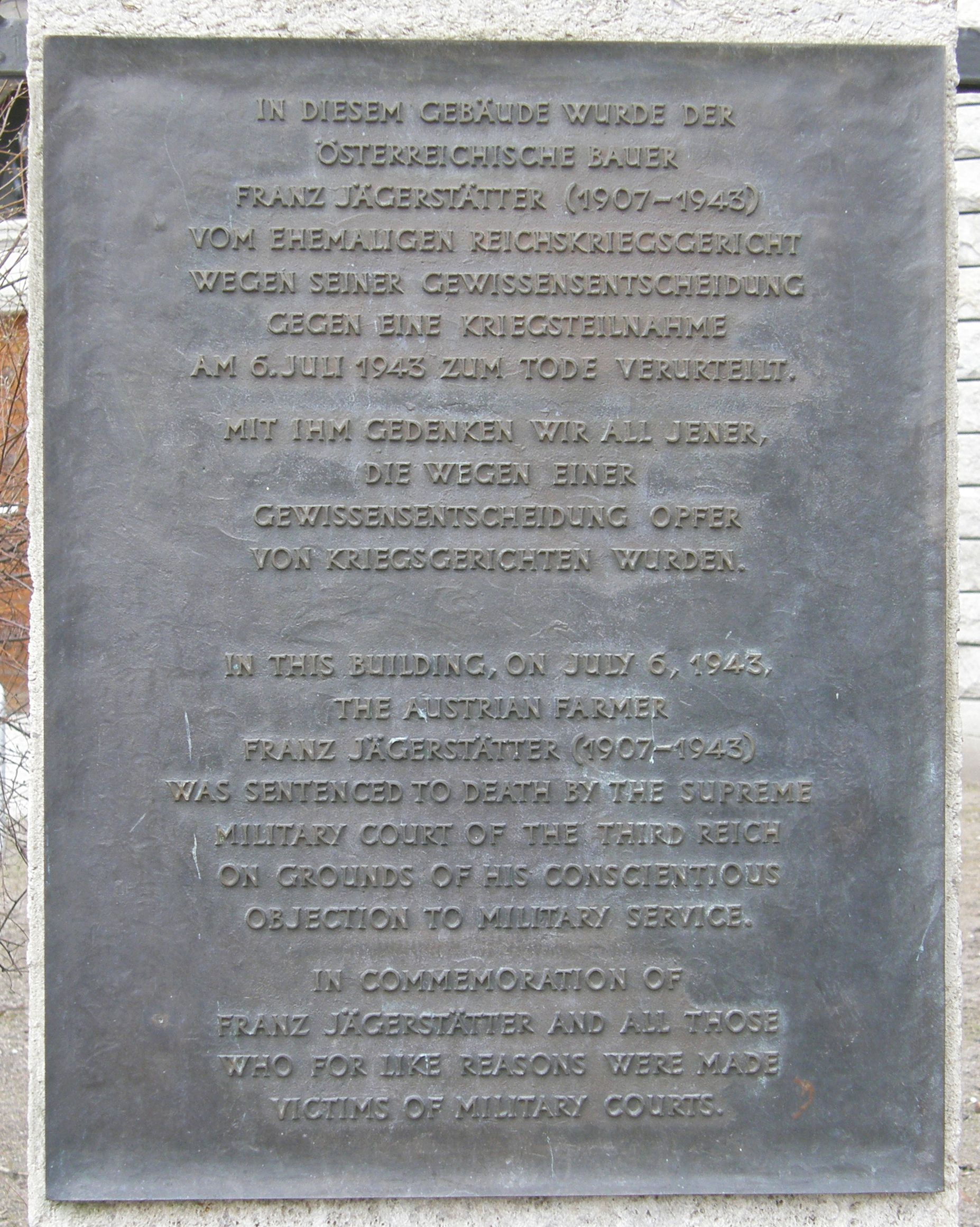
Placa memorial em Berlin.

Depois de muitos atrasos, Jägerstätter foi finalmente chamado para a ativa em 23 de fevereiro de 1943. Nessa época, ele tinha três filhas com a esposa, a mais velha com menos de seis anos. Ele manteve sua posição contra a luta pela Alemanha nazista e, ao entrar na guarnição da Wehrmacht em Enns, em 1º de março, declarou sua objeção de consciência. Sua oferta de servir como paramédico foi ignorada. Ele foi imediatamente preso e colocado em custódia, primeiro na prisão preventiva de Linz, depois a partir de 4 de maio em Berlim-Tegel. Um padre de sua aldeia o visitou na prisão e tentou convencê-lo a servir, mas não teve sucesso. Quando soube do destino do padre austríaco Padre Franz Reinisch, que havia sido executado por sua recusa em prestar o juramento de Hitler, estava determinado a seguir o mesmo caminho.
Acusado de Wehrkraftzersetzung (desprezo à moral militar), Jägerstätter foi condenado à morte em um julgamento militar no Reichskriegsgericht em Berlim-Charlottenburg em 6 de julho de 1943. Foi deportado para a prisão de Brandemburgo-Görden em 9 de agosto, onde foi executado por guilhotina à tarde, aos 36 anos. Após a guerra, em 1946, suas cinzas foram enterradas no cemitério de Sankt Radegund.

## Legado e beatificação

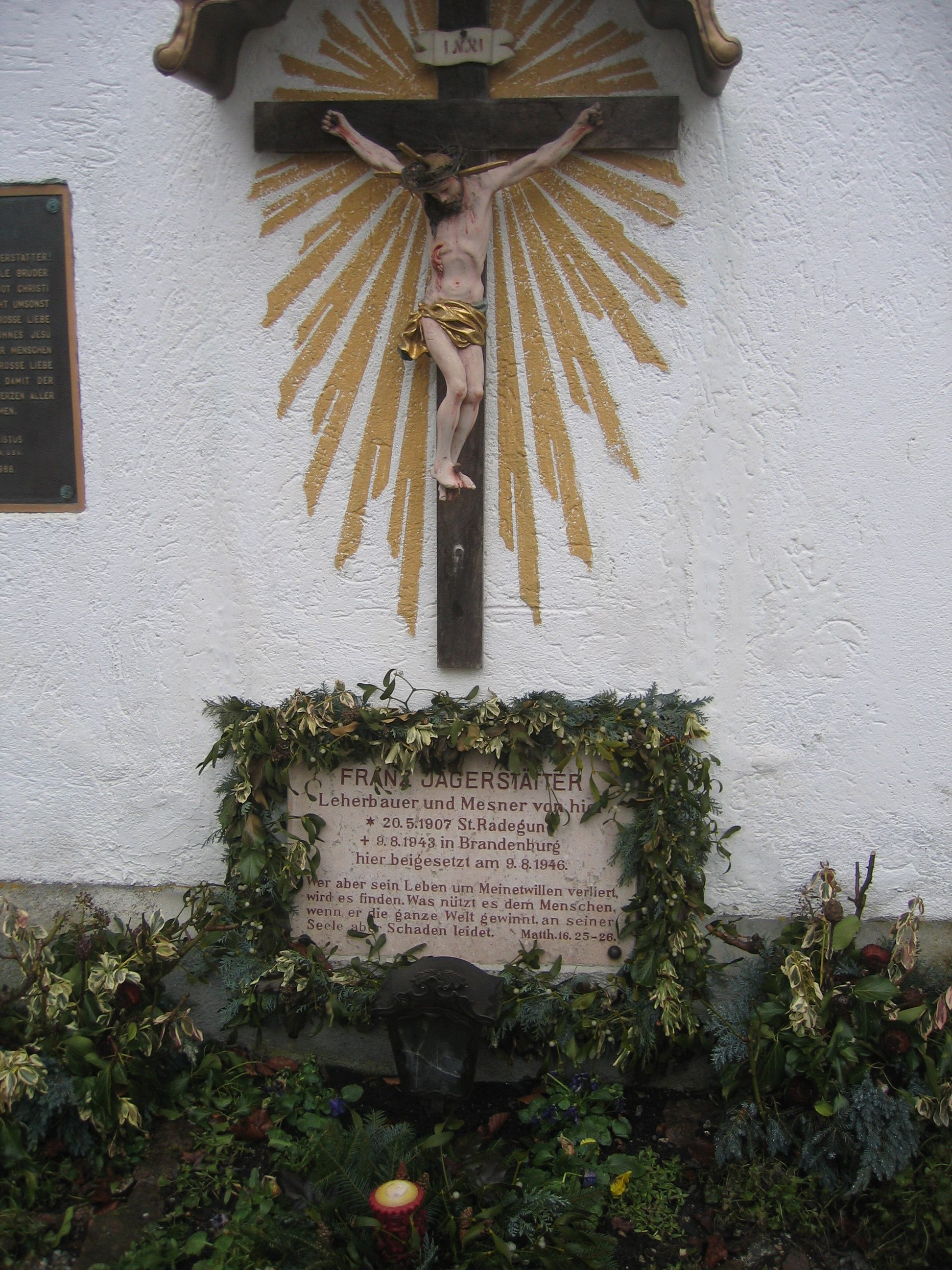
Túmulo de Jägerstätter em Sankt Radegund.

Jägerstätter foi criticado por seus compatriotas, especialmente por aqueles que haviam servido nas forças armadas, por fracassar em seu dever como marido e pai. O município de Sankt Radegund se recusou a colocar seu nome no memorial de guerra local e uma pensão para sua viúva não foi aprovada até 1950.
O destino de Jägerstätter não era bem conhecido até 1964, quando o sociólogo norte-americano Gordon Zahn publicou sua biografia, In Solitary Witness. Thomas Merton, o famoso monge trapista e ativista da paz, incluiu um capítulo sobre Franz Jägerstätter em seu livro Faith and Violence (1968). Um tratamento cinematográfico de sua vida em 1971, feito para a televisão austríaca Verweigerung ("The Refusal") (originalmente intitulada Der Fall Jägerstätter), do diretor Axel Corti, estrelou Kurt Weinzierl. Uma placa de bronze com sua citação sobre objeção de consciência foi dedicada no Memorial Pacifista em Sherborn, Massachusetts, em 1994. Seu caso foi um tópico da conferência anual Braunauer Zeitgeschichte-Tage em 1995. A sentença de morte foi anulada pela Landgericht Berlin em 7 de maio 1997. Um Stolperstein para Jägerstätter em Sankt Radegund foi estabelecido em 2006.
Em junho de 2007, o Papa Bento XVI emitiu uma exortação apostólica declarando Jägerstätter um mártir. Em 26 de outubro de 2007, ele foi beatificado em uma cerimônia realizada pelo cardeal José Saraiva Martins na nova catedral de Linz. Seu dia de festa é o dia do seu batismo, 21 de maio.
O documentário, Franz Jaegerstaetter: Um Homem de Consciência, foi lançado em 2011.
Um filme sobre Jägerstätter, A Hidden Life, escrito e dirigido por Terrence Malick, estreou em maio de 2019 no 72o Festival de Cinema de Cannes, e foi lançado nos EUA em 13 de dezembro de 2019. O filme é inspirado no livro intitulado Franz Jägerstätter: Letters and Writings from Prison, editado pela biógrafa de Jägerstätter Erna Putz, com Malick adquirindo seus direitos de adaptação para a produção.